# Стобенський Степан
Степан Стобенський (нар. початок XVIII століття — пом. кінець XVIII століття) — український скульптор XVIII століття.
Народився на початку XVIII століття в місті Жовкві (тепер Львівська область, Україна). Перші професійні навички здобув у майстерні свого брата Гната. У 1740-ві роки, після смерті брата, із його старшим сином Іваном переїзав до Києва, де з 1746 по 1748 рік вони разом працювали над відновленням дзвіниці Софійського монастиря, виконавши в ній все скульптурно-декоративне оздоблення.